# Opinion 2027
"Opinion 2027" (engelska) är ett ställningstagande av International Commission on Zoological Nomenclature (ICZN) avseende bevarande av de vetenskapliga namnen för 17 vilda arter där det finns domesticerade varianter med ett annat (tidigare) vetenskapligt namn.
Beslutet togs efter en petition ("Case 3010") med efterföljande diskussion.
Innebörden av detta ställningstagande är att när dessa vilda arter och deras domesticerade varianter betraktas som en art, skall den vilda artens vetenskapliga namn gälla för båda. 
Följande 17 namn har i och med detta "konserverats":
- Bombyx mandarina - Silkesfjäril
- Bos gaurus - Gaur
- Bos mutus - Jak
- Bos primigenius - Uroxe
- Bubalus arnee - Vattenbuffel
- Camelus ferus - Kamel
- Canis lupus - Varg
- Capra aegagrus - Vildget
- Carassius gibelio - Silverruda
- Cavia aperea - (Brasilianskt marsvin)
- Equus africanus - Vildåsna
- Equus ferus - Vildhäst
- Felis silvestris - Vildkatt
- Lama guanicoe - Lama
- Mustela putorius - Iller
- Ovis orientalis - Mufflonfår
- Vicugna vicugna - Vikunja

För dessa 17 arter namngavs den domesticerade varianten först, vilket enligt grundreglerna i nomenklaturen skulle gett detta namn företräde, men detta har orsakat förvirring och åsidosätts alltså av Opinion 2027.